# Edward Osborne Wilson
Pour les articles homonymes, voir Edward Wilson et Wilson.
Edward Osborne Wilson, appelé couramment E. O. Wilson, né le 10 juin 1929 à Birmingham (Alabama) et mort le 26 décembre 2021 à Burlington (Massachusetts), est un biologiste, entomologiste et myrmécologue américain de notoriété mondiale. Il est le fondateur de la sociobiologie.
En 1987, il consacre le terme biodiversité, largement développé ensuite au début du XXIe siècle ; champ scientifique dans lequel, depuis, il met ses expertises à contribution. Les graves menaces qui pèsent sur la biodiversité sont sa préoccupation majeure, combat qu'il poursuit avec ses livres. À partir de 2011, tout en continuant à donner des cours et des conférences, Wilson s'était activement et intimement associé au projet de renaissance du parc national de Gorongosa au Mozambique aux côtés des scientifiques sur le terrain.

## Biographie

### Enfance et jeunes années
Edward O. Wilson Jr naît dans la ville de Birmingham, Alabama, de Edward O. Wilson Sr, comptable, et de Linnette Freeman Huddleston. Durant sa petite enfance, la famille Wilson vit dans les environs de Washington et de Mobile en Alabama. Il fréquente le lycée Decatur Senior High School à Decatur, jusqu'en 1946.
Ses parents divorcent en 1936, alors qu'Edward a 7 ans. Il vit avec son père et sa belle-mère. Un accident lors d'une partie de pêche le rend aveugle d'un œil. Malgré une opération de la cataracte, son œil gauche en a conservé des séquelles.
Dès son plus jeune âge, Wilson s'intéresse aux insectes, en particulier aux fourmis qu'il étudie avec beaucoup de soin. À 18 ans, il s'intéresse aussi aux mouches, mais se concentre sur les fourmis.
Wilson s'inscrit à l'université de l'Alabama, où il obtient en 1949 son B.Sc. en biologie, suivi un an plus tard d'un M.Sc. dans la même discipline, et un doctorat en 1955 à l'université Harvard.
Par la suite, il est successivement à Harvard assistant professeur en biologie (1956-1958), assistant professeur en zoologie (1958-1964), professeur en zoologie (1964-1976). En 1973, il prend le poste de conservateur en entomologie au musée de zoologie comparative de Harvard. Il est aussi professeur de science puis professeur de biodiversité à Harvard.

## Carrière

### Taxonomie
C'est en 1955 que Wilson se fait d'abord connaître par ses études des fourmis en publiant une monographie des fourmis du genre Lasius, parue en mars 1955 dans le Bulletin du musée de Zoologie comparée de l'université Harvard. Le genre Lasius fut originellement décrit par Fabricius (1804), mais la taxonomie de ses espèces était « a sorry shambles » (« un triste désordre »). Wilson décrit précisément les différentes espèces de Lasius et leur répartition géographique.
E. O. Wilson propose la notion de déplacement de caractères des espèces en publiant un article avec William Louis Brown Jr (1922-1997), professeur d'entomologie et de la théorie évolutionniste au New York State College of Agriculture and Life Sciences à l'université Cornell,,.

### Rôle des phéromones et cycles des changements d'habitat
L'année 1956 est pour Wilson très productive avec deux découvertes : la première est celle de phéromones chez les fourmis qui jouent un rôle dans leur communication,,, la seconde, la découverte de cycles de changement d'habitat chez certains taxons,.
Wilson mène des travaux sur la classification et l'écologie des fourmis en Nouvelle-Guinée et dans d'autres îles du Pacifique, ainsi que dans les régions tropicales américaines. En 1963, son travail et sa conception de l'équilibre des espèces le conduisent à la théorie de la biogéographie des îles, qu'il développe avec Robert H. MacArthur, de l'université de Princeton. Dans leur théorie, l'immigration et l'extinction, les déterminants de la biodiversité au niveau des espèces, sont liées à la zone (distance des îles des régions sources) et aux propriétés fondamentales de l'écologie et de la démographie. Ces travaux aboutissent à leur livre de 1967 The Theory of Island Biogeography, qui est resté depuis un travail de référence.
Cette théorie a fortement influencé l'écologie scientifique et elle est devenue une pierre angulaire de la biologie de la conservation. Appliquée aux « îlots d'habitat », comme les forêts dans une mer de terres agricoles, elle a influencé la planification et l'évaluation des parcs et réserves dans le monde. Avec son étudiant Daniel Simberloff, à la fin des années 1960, Wilson met en place des expériences dans les Keys de Floride, qui ont testé les hypothèses de la théorie, et enrichit la connaissance des processus d'immigration des espèces et de l'extinction.
Wilson poursuit son travail sur l'étude des fourmis pendant de nombreuses années et, finalement, élabore son premier livre important intitulé The Insect Societies en 1971. Ce livre reste une référence sur le sujet.

### Sociobiologie
En 1975, Wilson aborde et établit une autre branche d'étude biologique connue aujourd'hui sous le nom de sociobiologie. Bien qu’à l’époque de sa conception la sociobiologie était considérée comme une nouvelle discipline, elle est d’abord inspirée des concepts du darwinisme social présentés par des penseurs tels qu’Anatole France et Paul Bourget y a plus de cent ans. Selon le sociobiologiste Yves Christen, la discipline étudie comment des comportements innés permettent à des individus d'avoir de meilleures chances de succès évolutifs. Wilson publie alors Sociobiology: The New Synthesis, qui est devenu lui aussi un ouvrage célèbre, mais controversé parmi les universitaires. Quelques années plus tard, il revient sur sa théorie sur la sélection des groupes avec David S. Wilson dans le magazine Nature (revue) puis dans le magazine Scientific American. Par la suite avec un mathématicien Martin Novak met à mal la théorie de Hamilton sur la parentèle. De ce fait, l'eusocialité serait la conséquence de la pression écologique et non plus génétique.
En ce qui concerne la sociobiologie de Wilson, une de ses grandes critiques serait que sa théorie impliquerait une soumission méthodologique des sciences sociales aux sciences de la nature concernant l’analyse des interactions des sociétés humaines, étant donné que les progrès des sciences sociales, selon Wilson, sont plus lents que celles des sciences de la nature puisqu’elles sont sujettes à des débats idéologiques intermittents, ce qui affecte l’empirisme des conclusions suggérées par celles-ci. En outre, elles n’auraient pas réussi à intégrer les réalités physiques de la biologie et de son impact sur la psychologie humaine, notamment selon l’idée que la culture « ne tombe pas du ciel ».
La science établie par Wilson est aussi soumise à des réflexions typologiques qui l'accuseraient de défendre, quant à son explication des développements sociologiques relatifs aux évolutions génétiques au cours de l'évolution de l'espèce humaine, une forme de racisme scientifique donc les critères visent généralement le racisme absolu et des prétentions de supériorités génétiques. En effet, certains sociobiologistes tels que W.D Hamilton avancent que l'étude en question relève plutôt des phénomènes s'apparentant au racisme relatif. Wilson considère que l'espèce humaine est naturellement chauviniste, et qu'elle se doit d'être régularisée. Il déclare : « Quand un penchant génétique [c.a.d., une tendance inhérente au matériel génétique humain] est démontré, il ne saurait être utilisé pour justifier la continuation d’une quelconque pratique dans les sociétés présentes et à venir ».
Dans On Human Nature (Nature humaine), écrit en 1979, Wilson explique de façon plus détaillée les théories qu'il propose pour la première fois en rapport avec la sociobiologie et l'applique aux caractéristiques des êtres humains. Avec cet ouvrage, il obtient alors son premier prix Pulitzer.

### Les fourmis
En 1990, il co-écrit The Ants (Les Fourmis) avec Bert Hölldobler, entomologiste allemand de l'université d'Arizona spécialiste des fourmis. Ce livre est une véritable encyclopédie sur le sujet, somme de toutes ses recherches sur les caractéristiques biologiques des fourmis d'espèces différentes. L’ouvrage lui vaut, conjointement avec son co-auteur, un deuxième prix Pulitzer dans la catégorie essai,.

### Prix Crafoord
La même année 1990, Wilson reçoit le prestigieux prix Crafoord décerné par l'Académie royale des sciences de Suède pour ses contributions fondamentales à la biologie et à la conservation de la diversité biologique. Depuis 1982, la Royal Swedish Academy of Sciences décerne chaque année le prix Holger Crafoord qui vient compléter le prix Nobel dans des domaines divers notamment les biosciences,

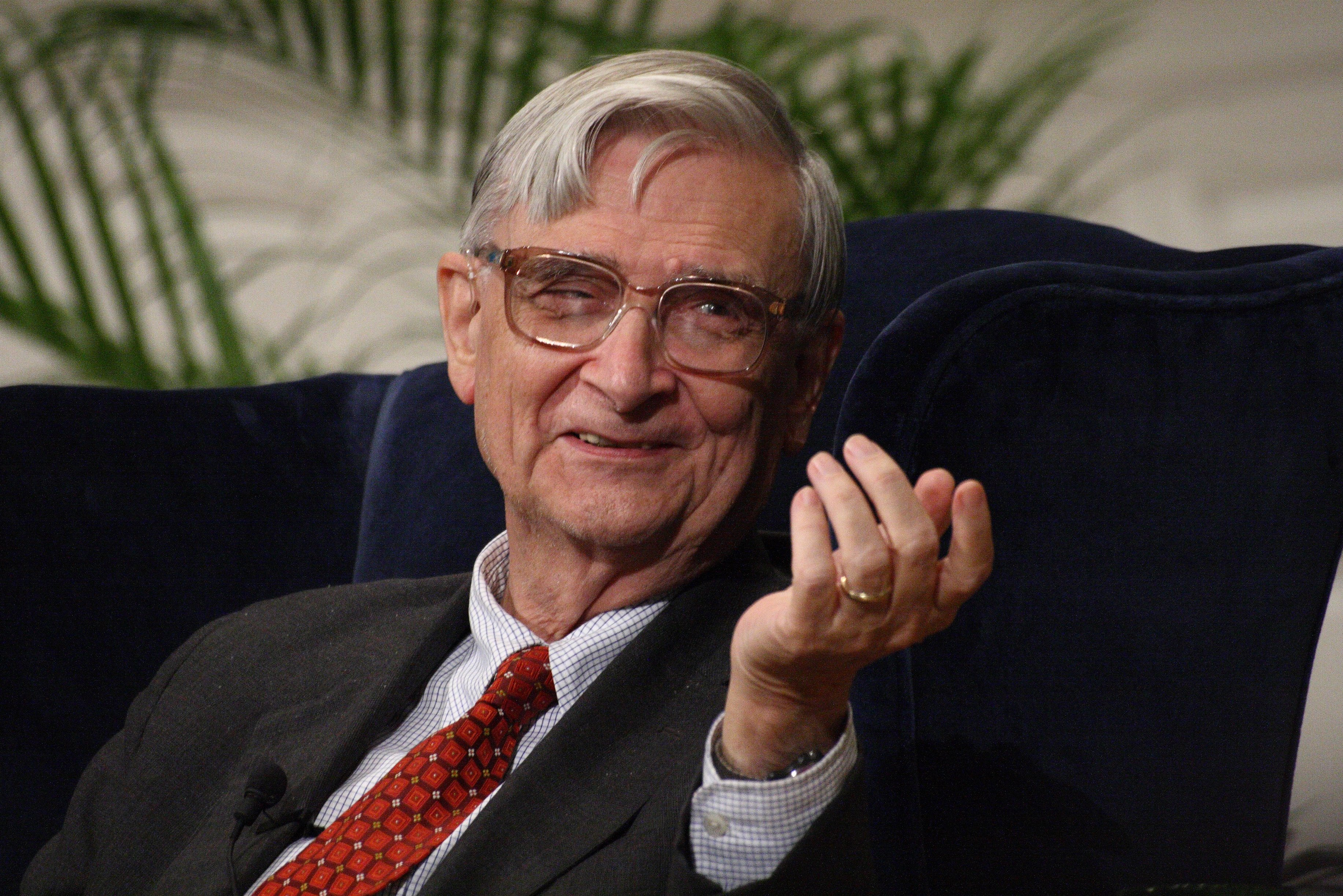
E. O. Wilson à 78 ans.

### Professeur émérite
Wilson poursuit depuis ses travaux de recherche dans diverses branches de la biologie ; en 1996, il renonce à son poste d'enseignement à Harvard. Il y est toujours professeur émérite ; il est également titulaire d'un doctorat à l'université Duke.

### Consilience
En 1998, Wilson publie Consilience : l'unité de la connaissance, qui expose les différentes manières dont les différentes sciences peuvent être réunies et, de fait, suggère des façons dont les sciences peuvent se regrouper avec les sciences humaines.

### Conseils aux jeunes scientifiques
Wilson est resté extrêmement actif ; en 2014, il publie Advice to Young Scientists (Conseils aux jeunes scientifiques). Il recommande aux jeunes gens de suivre leur instinct et de ne pas se laisser arrêter par des barrières ; il y montre qu'il était déjà professeur quand il a dû se mettre aux mathématiques,.

### Vie personnelle
E. O. Wilson s'est marié en 1955 à Irene Kelley « Renée » et le couple vivait à Lexington dans le Massachusetts. Ils ont une fille Catherine née en 1963 ; elle et son mari Jonathan habitent également aux alentours à Stow dans le Massachusetts.

## Combat pour la sauvegarde de la biodiversité
Toujours en 2014, Wilson s'interroge dans un livre sur le Meaning life (Le Sens de la vie). Il alerte sur le fait que la biosphère est si délicate, si fragile et il invite instamment les humains à changer de comportement, à un grand changement sinon l'humanité se dirige vers une grande extinction. L'humain doit vraiment limiter la croissance de sa population. Il propose de réfléchir sur la notion de footprint, en français “empreinte”, de chacun d'entre nous sur Terre.
En 2016, Wilson constate que l'état de la planète s'aggrave dramatiquement, il propose de redonner la moitié de Terre à la biodiversité dans son livre Half of Earth, our planet fight for Life (La Moitié de la Terre ; notre planète se bat pour vivre).

### Travaux majeurs
Le terme “biodiversité” fut introduit en 1985 par Walter G. Rosen par simplification de l'expression ”diversité biologique” lors de la préparation du National Forum on BioDiversity  de 1986. Wilson consacra le terme de biodiversité dans la littérature scientifique, notamment dans le compte-rendu de ce même Forum en 1988.
Il a également étudié les extinctions massives du XXe siècle, et leurs relations avec la société moderne. Auteur d’un article qui a fait date, « The Crisis of Biological Diversity » (en français « La crise de la diversité biologique »), publié en 1985, il n’a de cesse d’attirer l’attention des scientifiques, des responsables politiques et de l’opinion publique sur les graves menaces globales que fait peser l’érosion continue de la biodiversité due au fait des humains,.

Wilson explique : 

« À présent, lorsque vous détruisez une forêt, une forêt ancienne en particulier, vous ne faites pas que supprimer des grands arbres et quelques oiseaux qui volent dans les feuillages. Vous mettez en grand danger un nombre important d'espèces sur une surface d'un mile carré autour de vous. Le nombre de ces espèces peut aller jusqu'à des dizaines de milliers. La plupart d'entre elles sont encore inconnues de la science, et nous ne connaissons pas encore le rôle probablement primordial qu'elles jouaient dans la préservation de cet écosystème, comme dans le cas des champignons, des micro-organismes et de nombreux insectes.
Abandonnons immédiatement la notion selon laquelle il suffit de conserver une petite portion de la nature originelle, quelque part, et que l'on peut faire ce que l'on veut du reste de la planète. C'est une notion fausse et extrêmement dangereuse. »

Pour Wilson, l'homme a une mission pour arrêter de détruire et veiller à rétablir la biodiversité sur terre, sinon le futur de la vie est compromis, non seulement pour les espèces, mais aussi pour les humains qui sont liés à la biodiversité.

### Fondation E.O. Wilson
La Fondation E.O. Wilson pour la biodiversité a été lancée lors d'une réunion organisée en 2005 par le Dr Jay M. Short, qui a invité Edward O. Wilson, Neil Patterson (président de Neil Patterson Productions), Charles J. Smith (membre du Comité de direction Nature et Culture International qui a conservé 15 millions d'acres dans le Sud tropical de l'Amérique), et d'autres collègues et amis à aider à former un organisme sans but lucratif qui utiliserait le vecteur de l’Éducation, la technologie et les stratégies commerciales pour favoriser la préservation de la biodiversité.
La mission émergente de la fondation correspondait exactement à ce qu'Edward O. Wilson a défendu avec tant d’éloquence à travers toutes ses années de recherche, à travers la parole et l'écriture, ce qui a conduit le groupe à lui demander de donner son nom à la nouvelle fondation. Wilson a accepté, de ce fait, l'organisation a ancré sa planification et ses efforts sur la vision directrice de décennies de son travail.

### Gorongosa
À partir de 2011, Edward O. Wilson développa un attachement particulier au parc national de Gorongosa, en Afrique, situé au cœur du Mozambique. Avant la guerre civile qui a duré dix-huit ans, ce parc était d'une richesse rare et exceptionnelle en termes de biodiversité ; il était doté d'une immense variété d'espèces animales, végétales. Après cette guerre, on constata que ce parc avait été cruellement décimé par les conséquences des combats. Les animaux avaient été pourchassés par des braconniers pour la nourriture ou la revente pour le trafic d'armes.
Un entrepreneur américain, Gregory C. Carr, après avoir eu une activité intense et un grand succès dans les affaires, principalement dans l'internet, eut la volonté de se lancer dans le projet de reconstruction de Gorongosa. 
En effet, en 2004, Greg C. Carr fut contacté par le gouvernement du Mozambique et invité à visiter Gorongosa. Après une période de réflexion, en 2008, il signa un accord pour se lancer dans ce chantier de renaissance du Parc et de sa biodiversité.
Pour ce faire, Greg C. Carr, ancien de Harvard et ami de Edward O. Wilson, sollicita ce dernier pour l'aider dans ce projet. Enchanté par cette initiative, Wilson organisa une expédition avec quelques-uns de ses collègues scientifiques à Gorongosa, dont l'entomologiste Piotr Naskrecki. Ils ont fait un bilan de l'état du Parc et ont pris des mesures urgentes de conservation des espèces, des individus qui avaient survécu dans le parc. Dans cette aventure, chaque scientifique prit une responsabilité sur une espèce dont il est spécialiste et sur laquelle il doit veiller pour qu'elle puisse prospérer à nouveau.
Cette épopée a été racontée et filmée par National Geographic et un autre ami de Greg C. Carr, le photographe Bob Pool, qui suit l'épopée en compagnie de Wilson et de ses équipes de scientifiques. Un laboratoire de recherche unique a été construit qui a été baptisé E. O. Wilson Biodiversity Lab.
Greg C. Carr a adopté un modèle unique et qui fonctionne, en effet il a associé les communautés à la reconstruction du parc. Il a créé des écoles, donné du travail, a formé des rangers parmi les membres de la communauté pour lutter contre le braconnage. Il a surtout créé un centre touristique tourné vers l'éco-tourisme afin d'être en mesure de financer le parc. Wilson accompagne avec ses compétences le développement du parc, qui, pour lui, représente un ensemble.

## Vie spirituelle
La spiritualité joue un rôle essentiel dans la vie de Wilson.
il dit avoir connu trois fois l'appel de l'autel. Né dans une famille de baptistes, une religion qui n'autorise pas le baptême des enfants trop jeunes pour en comprendre le principe, c'est à quatorze ans qu'il le demande lui-même.
Celui-ci le déçoit par sa trivialité. Il s'éloignera de plus en plus de l'Église, sans perdre sa foi en la lumière et en la voie de la grâce, mais de plus en plus de manière abstraite. Il cherchera la grâce ailleurs. Et sera bien vite absorbé par les sciences naturelles. C'est enraciné dans la terre qu'il cherchera dorénavant la grâce.
La science devint sa lumière et sa voie, son deuxième appel de l'autel. Jusqu'au début des années 1970 où il ressentira un troisième appel de l'autel. « La biodiversité de la Terre, la Création, que même en tant que séculariste je regarde avec une déférence spirituelle, disparaît. D'innombrables millions d'années d'évolution sont éliminées par les excès ignorant de l'humanité. Les biologistes qui comprennent le mieux la biodiversité et les causes de ses périls devraient, de tous les gens, je pense, s'avancer pour la sauver ».
Il se lance dans la lutte militante qui en fera pour beaucoup la figure centrale de la lutte pour la conservation de la biodiversité. Et un membre du comité de direction d’ONG telles que le WWF américain, le Nature Conservancy, ou Conservation International.
S’il ne croit plus au Dieu biblique, il reste quelqu'un d’intensément spirituel et religieux. Science et religion, pour lui, font plus que bon ménage. Elles sont les fondements de la société :
« La science est la civilisation globale dont je suis un citoyen. La propagation de son éthique démocratique et de son pouvoir unificateur fournit ma foi en l'humanité. La profondeur stupéfiante des merveilles de l'univers, continûment révélée par la science, est mon temple. La capacité de la pensée humaine informée, libérée au moins par la compréhension que nous sommes seuls et donc les seuls intendants de la terre, est ma religion. Le potentiel de l'humanité de transformer cette planète en un paradis pour les futures générations est mon au-delà ».
Création est un livre adressé par Wilson à un pasteur imaginaire de la Convention des Baptistes du Sud. À certains égards, ce livre est une tentative de convertir ses anciens coreligionnaires à la nouvelle spiritualité que Wilson s'est construite. Pour lui, « la Science et la Religion sont les deux forces les plus puissantes de la société, ensemble elles peuvent sauver la création et les arguments pour sauver le reste de la vie sont tirés de la religion et de la science ensembles ».
Wilson pense que « les écosystèmes et les espèces ne peuvent être sauvés qu'en comprenant la valeur unique de chaque espèce, et en persuadant les gens qui ont un protectorat sur elles de les servir comme intendant ».
Il invente le concept de biophilie. Il s'agit d'une affinité innée que nous aurions pour les autres formes de vie, évoquée, selon les circonstances par le plaisir, un sens de la sécurité, de l'effroi, ou une fascination mêlée de révulsion, comme dans le cas des serpents. Pour lui, seulement dans ce qui reste d’Éden est-il possible d’expérimenter le type de merveilles qui ont façonné la psyché humaine à sa naissance. Un Éden dont, pour Wilson, nous n’avons pas été chassés, mais dont nous avons détruit la plus grande part pour améliorer nos vies et produire plus d’humains. Des milliards en plus, au péril de la Création.
Il pense que c'est un fait indéniable que la foi est dans nos os, que la croyance religieuse fait partie de la nature humaine et semble indispensable à l'existence sociale. Enlevez une foi, une autre se précipite pour remplir le vide. Pour Wilson, les hommes préfèrent croire que savoir.

## Distinctions

### Prix
- 1967 : Prix Newcomb-Cleveland avec Thomas Eisner
- 1975 : Bourse Guggenheim
- 1976 : National Medal of Science
- 1979 : Prix Leidy (en) de l'Académie des sciences naturelles de l'Université Drexel[52]
- 1979 : Prix Pulitzer de l'essai pour On Human Nature
- 1979 : médaille Archie F. Carr University of Florida[53]
- 1984 : prix Tyler pour la réalisation environnementale avec Roger R. Revelle
- 1987 : Prix ECI (en), dans la catégorie écologie terrestre, remis avec 6 000 €[54].
- 1988 : Golden plate de l'American Academy of Achievement[55]
- 1990 : Prix Crafoord, remis par la Royale Académie de Science de la Suède[56]
- 1991 : Prix Pulitzer de l'essai pour The Ants[57].
- 1993 : Prix international de biologie de la Japan Society for the Promotion of Science (en), remis avec 10 000 000 ¥[5],[58]
- 1993 : Natural World Book Prize (en) pour The Diversity of Life
- 1994 : Eminent Ecologist Award de la Société américaine d'écologie
- 1994 : Carl Sagan Award pour la vulgarisation de la Science (en)[59]
- 1995 : Médaille de la Société nationale Audubon
- 1995 : Prix Phi Beta Kappa en science avec Bert Hölldobler pour Journey to the Ants
- 1997 : Prix William Procter pour les réalisations scientifiques (en)
- 1998 : Médaille Benjamin Franklin for Distinguished Achievement en Sciences de la Société américaine de philosophie[60]
- 1998 : Médaille du Zoo de San Diego[61]
- 1999 : Humaniste de l'année de l'American Humanist Association[62]
- 1999 : Médaille du centenaire de l’université Harvard (en)
- 2000 : Prix Lewis Thomas (en) de l'Université Rockefeller
- 2000 : Prix international roi Fayçal (en) en Science avec Craig Venter
- 2000 : Prix Kistler, remis avec 100 000 $.
- 2001 : Prix Nierenberg, remis avec 25 000 $.
- 2001 : Global Environmental Citizen Award (en) de la Harvard Medical School
- 2004 : Distinguished Eagle Scout Award des Boy Scouts of America
- 2002 : Natural World Book Prize (en) pour The Future of Life
- 2007 : prix TED (ru), remis avec 100 000 $.
- 2007 : Prix international de Catalogne
- 2007 : Médaille Addison Emery Verrill du Musée Peabody d'histoire naturelle
- 2007 : Médaille du Tricentenaire de la Linnean Society (en)
- 2010 : Médaille Thomas Jefferson en Architecture (en)[63]
- 2010 : Prix Heartland (en) du Chicago Tribune[64]
- 2010 : BBVA Foundation Frontiers of Knowledge Award[65]
- 2012 : Prix international Cosmos
- 2013 : Médaille Hubbard
- 2014 : médaille internationale de Kew Gardens[66]

### Sociétés savantes
- 1959 : Membre de l'Académie américaine des arts et des sciences[67]
- 1969 : Membre de l'Académie nationale des sciences[68]
- 1977 : Membre de l'Académie allemande des sciences Leopoldina[69]
- 1990 : Membre étranger de la Royal Society[70]
- 2008 : membre du conseil d'honneur de la fondation Dialogue des savoirs, à Crans-Montana[71].
- Membre de l'Académie des Lyncéens[72]
- Membre de la Linnean Society of London[73]
- Membre de la Société américaine de philosophie

### Honneurs
- 1987 : Doctorat honoris causa de l'université d'Uppsala[74]
- 1995 : Time 25 Most Influential People in America
- 1995 : Doctorat honoris causa de l'université complutense de Madrid
- 2004 : Doctorat honoris causa de l'université Harvard[75]
- 2005 : Le laboratoire maritime de Dauphin Island a baptisé son nouveau bateau[76] le R/V E.O. Wilson.

## Publications

### Œuvres en anglais
- 1963 An equilibrium theory of insular zoogeography, avec Robert MacArthur : Evolution, Vol. 17, No.4, p. 373-387.
- 1967 The Theory of Island Biogeography (en), avec Robert MacArthur, Princeton University Press, Princeton (ISBN 0-691-08049-6).
- 1968 The alarm-defence system of the ant Acanthomyops clavier. (système d'alarme de défense des fourmis) avec FE Regnier (Chicago) Pergamon Preu[77]
- 1971 Insect Societies, Belknap Press of Harvard University Press  (ISBN 9780674454903)
- 1975 Sociobiology: The New Synthesis, Belknap Press of Harvard University Press & Abridged Edition  (ISBN 9780674002357)[78]
- 1987 La Sociobiologie, Le Rocher, Monaco/Paris, Cambridge (États-Unis)
- 1978 L'Humaine nature (On Human Nature Prix Pulitzer) : Essai de sociobiologie édition Stock - Monde ouvert  (ISBN 0674016386)[79]
- 1984 Biophilia, Harvard University Press (ISBN 0674074424)
- 1990 Les fourmis (The Ants - Prix Pulitzer, avec Bert Hölldobler, Springer-Verlag,  (ISBN 3-540-52092-9)).
- 1992 La Diversité de la Vie (The Diversity of Life - Belknap Press of Harvard University Press, Cambridge, en français aux Éditions Odile Jacob. Revu/réédité en 2001 chez Pinguin's Books  (ISBN 0393319407).
- 2000 Edward Wilson (trad. Carine Chichereau), Naturaliste [« Naturalist »], Paris, Bartillat, 2000, 421 p. (ISBN 978-2-84100-216-0, OCLC 44092069)
- 2000 Edward Wilson (trad. Constant Winter), L'unicité du savoir : de la biologie à l'art, une même connaissance [« Consilience »], Paris, R. Laffont, 2000, 396 p. (ISBN 978-2-221-08877-7, OCLC 44117025)[80]
- 2003 The Future of life (2002) ou L'Avenir de la vie publié en français au Seuil[81],[82] (ISBN 2020549425)
- 2006 E.O. Wilson : Creation, W.W Norton & Company, 2006,  (ISBN 978-0-393-33048-9)[83]
- 2010 Anthill[84] (ISBN 0393071197)
- 2012 The Social Conquest of Earth La conquête Sociale de la Terre  (ISBN 0871404133)
- 2014 Letters to a Young Scientist, Liveright[85], Conseils à un jeune scientifique (ISBN 0871403854)
- 2014 A Window on Eternity: A Biologist's Walk Through Gorongosa National Park, Marche d'un biologiste à travers le parc National de Gorongosa, Simon & Schuster,  (ISBN 1476747415)
- 2014 The Meaning of Human Existence la sens de l'existence humaine by Liveright Publishing[86] (ISBN 0871401002)
- 2016 Half-Earth: Our Planet's Fight for Life "la moitié de la Terre" : Notre planète se bat pour la Vie, Liveright Publishing Corporation[87] (ISBN 1631490826)
- 2018 The Origins of Creativity. - Norton and Co Ltd, 2018. -  (ISBN 9781631494857)
- 2019 Genesis : The Deep Origin of Societies. - Norton and Co Ltd, 2019. -  (ISBN 9781631495540)
- 2021 Every Species is a Masterpiece. - Penguin Books UK, 2021. -  (ISBN 9780241514559)

### Œuvres traduites en français
- L'Humaine Nature : essai de sociobiologie. - Paris : Stock, 1979. - (Collection Le Monde ouvert)
- La Sociobiologie, avec la collaboration de Yves Christen. - Monaco : Ed. du Rocher, 1987. -  (ISBN 9782268005362)
- La Diversité de la vie. - Paris : Ed. Odile Jacob, 1993. -  (ISBN 9782738102218)
- Voyage chez les fourmis : une exploration scientifique avec Bert Hölldobler. - Paris : Le Seuil, 1996. -  (ISBN 9782020256285)
- L'Unicité du savoir : de la biologie à l'art, une même connaissance. - Paris : Robert Laffont, 2000. -  (ISBN 9782221088777)
- Naturaliste. - Paris : Ed. Bartillat, 2000. -  (ISBN 9782841002160)
- L'Avenir de la vie. - Paris : Le Seuil, 2003. - (Collection Science ouverte). -  (ISBN 9782020549424)
- Sauvons la biodiversité !. - Malakoff (Hauts-de-Seine): Dunod, 2007. -  (ISBN 9782100509881)
- L'Incroyable Instinct des fourmis : de la culture du champignon à la civilisation avec Bert Hölldobler. - Paris : Flammarion, 2012. - (Nouvelle bibliothèque scientifique). -  (ISBN 9782081270435)
- Biophilie. - Paris : Corti, 2012. - (Collection Biophilia ; 1). -  (ISBN 9782714310781)
- La Conquête sociale de la Terre. - Paris : Flammarion, 2013. - (Nouvelle bibliothèque scientifique). -  (ISBN 9782081290143)

### Préfaces
- 2008 : Adrian Forsyth, Nature of the Rainforest: Costa Rica and Beyond, collaboration de Patricia Fogden et Michael Fogden ; éditeur : Comstock Publishing Associates  (ISBN 0801474752)